# Beno Eckmann
Beno Eckmann (31 de marzo de 1917 – 25 de noviembre de 2008) fue un matemático suizo.
Después de hacer los estudios secundarios a su ciudad natal de Berna, Eckmann se matriculó en el ETH Zürich en 1935, escuela superior en la que se graduó en 1939. Después de la graduación fue nombrado ayudante del profesor Walter Saxer, mientras preparaba el doctorado, que obtuvo en 1942 con una tesis dirigida por Heinz Hopf. Desde 1942 hasta 1948 fue profesor a la universidad de Lausana y en 1948 volvió en el ETH Zürich donde permaneció hasta el 1984 cuando pasó a ser profesor emérito, manteniendo la vinculación con la escuela hasta el final de sus días. Fue secretario de la Sociedad Matemátrico Suiza (1962-1963)  director del Centro de Investigación Matemática de Zúrich (1964-1984).
Su campo de trabajo fue la topología, específicamente la homotopía y la dualidad, y temas relacionados con la teoría de categorías y el álgebra homológica. Publicó más de un centenar de artículos científicos.